# 腫瘍随伴マクロファージ
腫瘍随伴マクロファージまたは腫瘍関連マクロファージ（しゅようずいはん/かんれんマクロファージ、Tumor-associated macrophage：TAM）は、固形癌の微小環境に豊富に存在する免疫細胞の一種である。TAMの起源は、骨髄由来末梢血単球がケモカインCCL2依存的に腫瘍に遊走し、TAMへと分化したものと考えられてきたが、最近の研究ではTAMは骨髄由来末梢血単球だけでなく、もともとの組織に存在していたマクロファージ（組織常在型マクロファージ）の両方から構成されるものと考えられている。 腫瘍微小環境に存在する単球由来マクロファージと組織常在型マクロファージの割合は、腫瘍の種類、大きさ、病期、発生部位などに依存し、TAMの特性や腫瘍内不均一性は、その腫瘍が由来する組織の特異性や発生シグナルなどの相互作用により複雑に制御されるものと考えられる。 

## TAMの機能
TAMは腫瘍内不均一性が高く（異なる表現型を有するTAMが混在していること）、その表現型により産生するサイトカインや機能が異なる。しかし一般的な特徴として、TAMは腫瘍を促進する働きを有すると考えられており、腫瘍細胞の増殖、腫瘍の血管新生、浸潤・転移、免疫抑制、薬剤耐性などに関与している。  

### TAMと血管新生
腫瘍の血管新生は、腫瘍が新しい血管を形成するプロセスであり、栄養や酸素を供給したり、腫瘍の大きさを増殖に関与する。血管新生は、腫瘍細胞の血液循環への移動を可能にすることで、転移を容易にする。TAMの主要な癌促進機序の1つとして、血管新生促進因子の高い分泌能力が挙げられる。TAMにおいて最も高く発現が誘導され、よく知られる血管新生促進因子は、VEGF-Aである。TAMは腫瘍の低酸素領域に蓄積し、VEGFの発現を調節するHIF-1αの発現を誘導する。TAMは、VEGF-Aの産生に加えて、MMP-9の活性を介して、あるいは内皮細胞にVEGF-A産生を誘導するWNT7Bを発現することで、VEGF-A濃度を調節することが示唆されている。
VEGF-Aに加えて、TAMは血管新生促進因子であるTNF-α、bFGF、uPA、アドレノメデュリン（AM）、およびセマホリン4Dを分泌する。さらに、TAMにより産生されるサイトカインは、腫瘍細胞に対し血管新生促進因子の産生を促し、協調的に作用することで血管新生を誘導する。
Tie2を発現するTAMのクラスは、腫瘍の血管新生を誘導することが示唆されている。Tie2+TAMは、内皮細胞により産生されるアンジオポエチン2（Ang-2）を介して血管と結合し、傍分泌シグナル伝達を介して血管新生を活性化する。Ang-2が結合すると、これらのTAMは、チミジンホスホリラーゼ（TP）やカテプシンBなどのより血管新生因子の発現を誘導する。またAng-2は、Tie2+TAMにT細胞調節因子であるIL-10やCCL17の発現を誘導する 。これによりT細胞の増殖を抑制し、また制御性T細胞の増殖を促進し、腫瘍細胞が免疫応答を回避できるよう促す。さらに、マクロファージ系統を調節するCSF1は、TAMにおけるTie2の発現を増加させ、CSF1およびTie2+TAMが血管新生に重要な役割を果たす可能性があることが示唆されている。
腫瘍のリンパ管新生は腫瘍の血管新生と密接に関連しており、TAMにより産生される因子、特にVEGFファミリーとその受容体型チロシンキナーゼが関与する可能性が示唆されている。

### TAMによる抗腫瘍免疫応答の抑制
TAMのもう一つの主要な機能として、CD8陽性細胞傷害性T細胞を介した抗腫瘍免疫応答の抑制作用が知られる。乳癌や線維肉腫のマウスモデルにおける遺伝子発現解析では、TAMが免疫抑制性の転写プロファイルを有し、IL-10やTGF-βなどのサイトカインを発現することが示されている。 ヒトのTAMでは、細胞表面に発現するPD-L1を介して、直接的にT細胞機能を抑制することが示されている。また、TAMのB7-ホモログは、T細胞の抑制性シグナルを活性化するPD-1およびCTLA-4に結合する。 B7-ホモログのPD-1およびCTLA-4への結合は、T細胞受容体を介したシグナル伝達を抑制し、T細胞の細胞傷害機能を阻害し、T細胞のアポトーシスを促進する。またHIF-1αは、TAMのアルギナーゼ-1（Arg1）を介してT細胞機能を抑制するように機能するが、この作用機序は明らかにされていない。最近、Siglec-15が、TAMにおいてのみ発現する免疫抑制分子としても同定されており、癌免疫療法の潜在的な治療標的となる可能性が示唆されている。
TAMは、その機能から大きくM1とM2の２種類に分類される。 M1-TAMは、インターフェロン-γ（IFNγ）とリポ多糖（LPS）あるいはTNFによる「古典的」活性化を受けたマクロファージを指し、M2は、 IL-4、IL-10、TGF-β等による「代替」活性化を受けたマクロファージを指す。 M1-TAMは、炎症誘発性および細胞傷害（抗腫瘍）活性を有していると考えられており、M2-TAMは抗炎症性（腫瘍促進性）の作用を有し、正常組織では創傷治癒などを促進する。しかし、M1/M2という用語は成熟したマクロファージを説明するために用いられる。TAMの活性化プロセスは非常に複雑であり、マクロファージファミリーに属するあらゆるタイプの細胞が関与するため、M1/M2分極という用語の使用だけでは説明が難しいのが現状である。また近年の報告では、特定の組織および腫瘍に特異的なマクロファージの集団が存在することが示されており、TAMを含むあらゆるタイプのマクロファージを2つの大きなサブセットの一方に分類することは不十分であるとの提案もなされており、マクロファージの包括的な分類系の構築も推奨されているが、現状免疫学の一般的な研究では採用されていない。

### 臨床的な意義
様々な癌種において、TAMの浸潤度合が病態の予後を予測する有用なマーカーになる可能性が示されている。 TAMは、乳がん、卵巣がん、神経膠腫、食道がんおよびリンパ腫の予後不良と相関している。結腸がんと胃がんでの予後は良好であり、肺がんと前立腺がんでの予後は不良である。 
臨床的には、128人の乳癌症例においてM2-TAMが多い患者では、M2-TAMが少ない患者に比べ悪性度が高く、微小血管密度も高く、全生存率が低いことが示されている。一方、M1-TAMが多く存在する患者では、予後が良いことが示されている。

## 創薬標的として
CSF1R阻害剤は、腫瘍微小環境におけるTAMの数を減弱させたり、M2フェノタイプからM1フェノタイプへの再分極を促進するものと期待される。 2017年現在、ペキシダルチニブ、 PLX7486 、ARRY-382、JNJ-40346527、BLZ945、エマクツズマブ、AMG820、IMC-CS4、MCS110、カビラリズマブなどのCSF1阻害剤に対して初期段階の臨床試験が行われている。PLX3397などのCSF1R阻害剤は、腫瘍全体のTAMの分布を変化させ、M1様表現型へのシフトを促進することが示されている。
マウスを用いた前臨床モデルでは化学療法に対する腫瘍免疫を促進するアプローチとして、腫瘍部位へのマクロファージの集積阻害、TAMの再分極、TAMのM1活性化の誘導などの試みが実施されている。TAMを標的とする際の課題として、併用療法で枯渇または再分極を標的にするかどうか、どの腫瘍タイプおよびどの腫瘍段階でTAM標的療法が有効であるかを決定することが含まれます。 薬物治療によるTAMのM2からM1表現型への再分極は、チェックポイント阻害剤療法との併用を含め、腫瘍増殖を制御する能力を示しているます。

## 薬剤感受性とTAM
食道癌など複数の癌種においてTAMの集積やそれらに関与するサイトカインなどの因子が化学療法の感受性に負の影響を及ぼす可能性が報告されている。